# 劉安行
劉安行（16世紀—1646年），號淡星（或号澹石），湖廣襄陽府襄陽縣人，明朝、南明政治人物。

## 生平
劉安行是萬曆四十六年（1618年）戊午科湖广乡试举人，四十七年（1619年）联捷己未科進士，吏部觀政，授浙江蕭山知縣，天啓三年（1623年）調登封知縣，四年本省同考，五年調嵩縣知縣，在任內恩惠愛民；朝廷下令建立魏忠賢生祠，他与知州王嘉賓堅拒執行，說：「我為楚人，若如此，身後無臉見楊大洪於九泉之下。」
崇祯元年（1628年）行取工科给事中，六月巡视太仓银库。三年丁憂歸。崇禎五年九月起复，任吏科給事中。升禮科右，六年典福建乡试，七年升兵科左，以磨勘闱卷被削职。
弘光帝繼位，起劉安行為僉都御史提督南直隸、浙江沿海開墾、屯田、市舶、魚鹽等稅，兼理海防軍務。隆武帝即位，他和劉若金、鍾炌一同得徵召，晉兵部、工部左侍郎。福京失守後去世。

## 家族
曾祖劉元瑞。祖父劉啓誠。父劉曰枚。

## 引用
1. 1 2  錢海岳《南明史·卷四十三·列傳第十九》：安行，字淡星，襄陽人。萬曆四十七年進士。歷蕭山、登封、嵩縣知縣，煦和愛民。時檄立魏忠賢生祠，力拒之，曰：「我楚人，若爾，無以見大洪地下。」大洪者，楊漣字也。累陞吏科都給事中。
2. ↑  《萬曆四十七年己未科進士履歷》：劉安行，淡星，易二房，甲午十一月初四日生。襄陽县人，戊午九十，会三百二名，三甲一百五十九。吏部政，授浙江蕭山知縣，癸亥補河南登封知縣，甲子本省同考，乙丑調嵩縣，戊辰考选，授工科，庚午丁憂，壬申伏除吏科，升禮科右，癸酉付建主考，甲戌升兵科左。
3. ↑  《崇祯长编卷之八》：崇祯元年四月，考选科道官给事中二十六员：孔闻礼吏科、陈献策户科、瞿式耜、王猷兵科、张国维、余昌祚、刘斯琜刑科、王都工科、万鹏南户科、刘安行、陈赞化、裴君锡、许荩臣、冯杰、卢兆龙、祝世美、顾国宝、葛应斗、张镜心、孟国祚、李春旺、王家彦、张第元、邓英、赵京仕、许国宗俱候补；御史四十员：王道直浙江道、郁成治、汪应元、李完江西道、史〈范上土下〉、马如蛟福建道、吴玉、邹毓祚、倪元珙广西道、冯明玠、周维新广东道、陈廷谟、曹暹河南道、戴相、邓起龙山东道、赵洪范陕西道、黄宗昌、徐尚勋山西道、高钦舜、龚一程、梁子璠四川道、任赞化贵州道、沈希韶南浙江道、冯来聘南江西道、韩相南福建道、倪成章南湖广道、刘飬粹南广东道、王之朝南山西道、任僎南贵州道、姜兆张、王相说、李嵩、张茂梧、王应斗、刘调羹、田时震、顾其国、高赉明、饶京、牛冲元俱候补。
4. ↑  錢海岳《南明史·卷四十三·列傳第十九》：紹宗即位，（劉若金）與鍾炌、劉安行同召……安宗立，以僉都御史提督南直、浙江沿海開墾、屯田、市舶、魚鹽等稅，兼理海防軍務。隆武初，晉二部左侍郎。若金、安行皆福京亡後卒……